# Dragoslav J. Popović
Dragoslav Popović (n. 16/28 august 1878, Zaicear, Zaječar, Serbia – d. 14 decembrie 1928, Belgrad, Regatul Iugoslaviei) a fost un medic militar sârb, care a fost avansat la gradul de general de brigadă și a devenit șef al Serviciului Sanitar al Comandamentului Armatei a V-a.

## Biografie
Dragoslav Popović s-a născut la Zaicear la 16 august 1878. Tatăl său a fost Janićije Joca Popović, director al liceului din Kruševac. A absolvit studii medicale în 1904 la Academia de Medicină Militară din Sankt Petersburg. După absolvire, a fost încadrat în armată cu gradul de locotenent și a fost repartizat la 21 septembrie 1904 în postul de medic militar al Regimentului XI Infanterie „Karadjordje” din Niš. Ulterior, la 31 martie 1907, a fost transferat la Spitalul Militar Permanent al regiunii Timoc. La începutul anului 1908 a mers din nou la Sankt Petersburg pentru a se specializa în chirurgie. După ce și-a încheiat specializarea și s-a întors în țară, a primit gradul de căpitan și a fost repartizat, la 16 aprilie 1911, în postul de medic militar al Regimentului XIV Infanterie și director al Spitalului Militar Temporar din Knjaževac. A fost transferat la 14 martie 1912 la Spitalul Militar Permanent al regiunii Morava.
În Războaiele Balcanice a participat ca medic militar al Regimentului XIV Infanterie, fiind nevoit să îndure lipsurile și mizeriile războiului. În timpul Primului Război Mondial a fost avansat la gradul de locotenent-colonel și a fost ofițer medic al Diviziei Dunării, luând parte împreună cu divizia sa la luptele grele de pe muntele Gučevo, lângă Požarevac. Pe front, dr. Dragoslav Popović s-a îmbolnăvit de tifos și abia a supraviețuit. Aflat în Corfu în 1916, s-a oferit voluntar pentru a face parte din divizia care urma să meargă în Rusia. El a devenit medic militar șef al Diviziei 1 Voluntari sârbă. A fost decorat la 19 iunie 1917 cu Ordinul „Steaua României” cu spade în gradul de Cavaler „pentru curajul și destoinicia ce au arătat în timpul operațiunilor din Dobrogea, din 1916”. La întoarcerea lui din Rusia a mers pe Frontul de la Salonic, unde, ca ofițer medic al Diviziei Iugoslave, a participat la marea ofensivă din anul 1918. Cei șapte ani de război, când s-a aflat constant pe front, și bolile contagioase de care a suferit (malarie, holeră și tifos) au lăsat urme clare pe trupul său. Spiritul și energia sa au rămas totuși nezdruncinate. 
După război, la 22 mai 1920 a fost numit ofițer medical al Diviziei Potisje. La sfârșitul anului 1920 a fost avansat la gradul de colonel. La mijlocul lunii martie 1922 a devenit medic al Comandamentului Militar al capitalei Belgrad, iar la 19 mai 1922 a fost numit ofițer medical al Diviziei Dunării și membru permanent al Comitetului Medical Militar. Începând cu 15 martie 1923, dr. Popović a fost șeful Biroului Personal al Inspectoratului Sanitar. Prin decizia ministrului apărării, colonelul dr. Dragoslav Popović a fost numit membru permanent al comisiei de examinare (pe lângă sarcinile sale obișnuite) pentru acordarea gradului de maior medic în anul școlar 1924/1925. Pe lângă el, din acea comisie au mai făcut parte coloneii medici dr. Zarko Ruvidić și dr. Djordje Protić. Regele Alexandru I Karadjordjević l-a avansat pe dr. Dragoslav Popović la 1 decembrie 1925, la propunerea ministrului armatei și marinei, la gradul de general de brigadă medic. La 16 aprilie 1927 a devenit șeful Serviciului Sanitar al Comandamentului Armatei a V-a. S-a pensionat la 11 iunie 1927.
După pensionare, a continuat să practice medicina, tratându-i și ajutându-i pe cetățenii săraci din comuna Palilula a capitalei Belgrad. I-a ajutat cel mai mult pe copii. În calitate de medic s-a dovedit a fi loial jurământului depus și plin de sacrificiu. El a rămas în memoria sârbilor ca un binefăcător al palilulenilor. În semn de recunoștință, un număr mare de locuitori ai Palilulei au cerut Consiliului Local să numească o stradă după dr. Dragoslav Popović, care îi îngrijea și îi trata gratuit pe săraci. Consiliul Local al comunei Palilula, condus de dr. Lazar Gencić, a numit, cu votul majorității, una dintre străzile din Palilula după dr. Dragoslav Popović.
Dr. Dragoslav Popović a fost mult timp reprezentant al Crucii Roșii, membru al Societății Medicale din Serbia și membru al Camerei Medicilor. Criticile formulate de el în adunările Crucii Roșii, ale Camerei Medicilor și ale Societății Medicale din Serbia au fost dure, dar au fost făcute cu intenția onestă de a repara ceea ce nu era bun și de a crea ceva mai bun, mai modern. A fost președintele de onoare al Societății de muzică academică „Obilić”, profesor cu normă parțială la Școala de Medicină Militară și membru permanent al Comitetului Sanitar. A scris un număr mare de lucrări științifice, care au fost publicate în reviste naționale și străine, în Arhivele Sârbe și în Gazeta Medicală Militară.
Dr. Dragoslav Popović a murit subit la Belgrad la 14 decembrie 1928. A fost înmormântat în Cimitirul Nou al capitalei sârbe. Un număr mare de cetățeni au participat la înmormântare. Printre aceștia s-au numărat locuitori din Palilula, mame ai căror copii au fost tratați de dr. Popović, soldați, camarazi de pe front, doisprezece generali, medici, profesori, cunoscuți, asociați. Dr. Vlado Stanojević, dr. Mihajlo Stanojević și generalul dr. Zarko Ruvidić și-au luat adio prin discursuri calde și prietenoase. Dr. Vlada Stanojević a spus:
| “ | A fost un om adevărat și aceasta a fost trăsătura sa dominantă. A dovedit un devotament profund față de om și mai ales față de omul slab. El a avut întotdeauna cei mai mulți pacienți în rândul săracilor, cei mai mulți prieteni în rândul soldaților răniți și bolnavi și, ca un binefăcător înnăscut, a avut o simpatie rară și foarte nobilă față de durerea frățească a rușilor din țara noastră. S-a implicat cu tot sufletul și cu o liniște extraordinară, binecunoscută. | ” |

Pacienții recunoscători și săracii, pe care dr. Popović mereu i-a ajutat și i-a tratat, au înființat la 1 iunie 1929 Fundația „Dr Dragoslav Popović” pentru ajutorarea și îmbrăcarea copiilor orfani.

## Decorații
- Medalia de aur pentru vitejie
- Ordinul Sf. Sava cl. a V-a
- Ordinea Vulturul Alb cl. a V-a
- Ordinul Vulturul Alb cu spade cl. a V-a
- Ordinul Sf. Sava cl. a IV-a
- Ordinul „Steaua României” cu spade în gradul de Cavaler (19 iunie 1917)[9]

## Scrieri
- Поповић Д., Болничарска служба. Крагујевац 1904.
- Николић Ђ. Ј., Наш војни санитет у последњим ратовима од д-ра --. Реферат са дискусијом, у којој су учествовали д-ри: Андра Николић, Драгослав Ј. Поповић, Лазар Генчић и Тома М. Леко, Српски архив за целокупно лекарство : часопис Српског лекарског друштва, XX, 1914, 196.
- Поповић Д., доктор медицине, О колери. Посматрање колерне епидемије у Петрограду 1908-1911 год. Београд, 1911. Нова Штампарија „ Давидовић“, Љуб. М. Давидовића, Дечанска улица број 14, 162.
- Поповић Д., Малигна дифтерија, Српски архив за целокупно лекарство : часопис Српског лекарског друштва, XIX, 1913, 12.
- Поповић Д., Оперативно лечење покретног бубрега, Српски архив за целокупно лекарство : часопис Српског лекарског друштва, XVII, 1911, 630.
- Поповић Д., Дијагностика бубрежног и уретералног камена од др Поповић Д., Саопштено у Српском Лекарском Друштву 1. марта 1914 год. у Београду, Српски архив за целокупно лекарство : часопис Српског лекарског друштва, XX, 1914, 159.
- Поповић Д., Компаративне оценеразних дезинфекционих начина, основаних на принципу штављења (Gerbung), Српски архив за целокупно лекарство : часопис Српског лекарског друштва, XVII, 1911, 552.
- Поповић Д., Хедоналова наркоза, Српски архив за целокупно лекарство : часопис Српског лекарског друштва, XVII, 1911, 554.
- Поповић Д., Трудноћа и луес, Српски архив за целокупно лекарство : часопис Српског лекарског друштва, 10, 918 (1929)
- Поповић Д., О пуерпералној сепси, Српски архив за целокупно лекарство : часопис Српског лекарског друштва, 9, 759 (1930); 10, 862 (1930).
- Поповић Д., Антитифозна и антипаратифозна вакцинација, Српски архив за целокупно лекарство : часопис Српског лекарског друштва, 5-6, 233 (1920).
- Поповић Д., Агранулоцитозе, Српски архив за целокупно лекарство : часопис Српског лекарског друштва, 3, 430 (1938).
- Поповић Д., Једна лекарска библиотека у Дубровнику у XVI столећу, Српски архив за целокупно лекарство : часопис Српског лекарског друштва, 5-6, 462 (1932).
- Поповић Д., Један случај Maladie de Stocks-Adams, Српски архив за целокупно лекарство : часопис Српског лекарског друштва, 6, 279, (1924).
- Поповић Д., Хигијена села, Српски архив за целокупно лекарство : часопис Српског лекарског друштва, 5, 239, (1923).
- Поповић Д., Одговор на приказ Соф. Кутирине „Случај вишеструке трудноће“, Српски архив за целокупно лекарство : часопис Српског лекарског друштва, 5, 448 (1929).
- Les spirochètes en pathologie humaine. Par Drag. Popovitch. – Paris. G. Jacques, Éditeur. (Imprimerie spéciale de la Librairie, G. Jacques). 1906, Стр (4)+72. Тhèse. Président de these: M. le Professeur Cornil.

## Legături externe
- ИСТОРИЈСКЕ НОВИНЕ, Хумано друштво Др. ДРАГОСЛАВА ПОПОВИЋА
- ПОЛИТИКА, Др Драгослав Ј. Поповић санитетски генерал[nefuncțională]
- ВРЕМЕ, др Драгослав Поповић[nefuncțională]
- ВРЕМЕ, Погреб највећег добротвора Палилуле, генерала Драгослава Поповића
- Оснивање Фонда Др „Драгослава Поповића”